# Lucifer (serie televisiva)
Lucifer è una serie televisiva statunitense creata da Tom Kapinos.
Di genere urban fantasy, police procedural e commedia drammatica, la serie è stata trasmessa per la prima volta sul canale americano Fox dal 25 gennaio 2016 e costituisce la trasposizione televisiva del fumetto omonimo, pubblicato dalla casa Vertigo e scritto da Mike Carey, con protagonista il personaggio di Lucifer, comprimario nel fumetto Sandman di Neil Gaiman.

## Trama
Nel 2016 l'arcangelo Lucifer Morningstar, annoiato del suo ruolo di signore dell'inferno e rancoroso nei confronti di suo padre  Dio,  per averlo condannato a governare l'inferno, abbandona il suo regno insieme al demone Mazikeen e si trasferisce a Los Angeles dove apre un night club di nome "Lux", che in breve tempo diviene molto conosciuto grazie al giro di favori che il suo nuovo proprietario dispensa a più parti.
Circa cinque anni dopo, l'assassinio di una sua cara amica porta Lucifer a conoscere la detective Chloe Jane Decker. Sebbene suo fratello, l'angelo Amenadiel, insista continuamente per farlo tornare all'inferno e Mazikeen gli faccia notare come in lui stiano nascendo sentimenti umani, Lucifer continua a collaborare con Chloe, con la quale nasce un rapporto sempre più profondo ma al tempo stesso conflittuale, tanto da dover ricorrere alle frequenti visite dalla terapista Linda Martin.

## Episodi
| Stagione         | Episodi | Episodi | Prima TV USA | Prima TV Italia |
| ---------------- | ------- | ------- | ------------ | --------------- |
| Prima stagione   | 13      | 13      | 2016         | 2016-2017       |
| Seconda stagione | 18      | 18      | 2016-2017    | 2017            |
| Terza stagione   | 26      | 26      | 2017-2018    | 2018-2019       |
| Quarta stagione  | 10      | 10      | 2019         | 2019            |
| Quinta stagione  | 16      | 8       | 2020         | 2020            |
| Quinta stagione  | 16      | 8       | 2021         | 2021            |
| Sesta stagione   | 10      | 10      | 2021         | 2021            |

## Personaggi e interpreti
- Lucifer Morningstar (stagioni 1-6), interpretato da Tom Ellis, doppiato da Riccardo Scarafoni.
Il Diavolo, noto prima della sua ribellione contro Dio come l'angelo Samael. È dotato di abilità sovrumane, tra le quali spicca il potere di indurre una persona a confessare i propri desideri più profondi. Lavora al fianco della detective Decker come consulente civile.
- Chloe Jane Decker (stagioni 1-6), interpretata da Lauren German, doppiata da Francesca Manicone.
Brillante investigatrice della squadra omicidi della polizia di Los Angeles, viene aiutata da Lucifer nei vari casi. È l'unica persona che sia riuscita a resistere ai suoi poteri di persuasione e la sua presenza sembra renderlo mortale.
- Daniel Espinoza (stagioni 1-6), interpretato da Kevin Alejandro, doppiato da Daniele Raffaeli.
L'ex marito di Chloe, come lei poliziotto. Di buon cuore e sempre disposto ad aiutare, sebbene dotato anche di un lato più oscuro, è il bersaglio preferito delle frecciate di Lucifer.
- Amenadiel (stagioni 1-6), interpretato da D. B. Woodside, doppiato da Massimo Bitossi.
Figlio prediletto e fratello maggiore di Lucifer, la sua abilità peculiare consiste nella facoltà di modificare lo scorrere del tempo.
- Mazikeen Smith (stagioni 1-6), interpretata da Lesley-Ann Brandt, doppiata da Sabrina Duranti.
Leader dei demoni Lilim, è fuggita dall'Inferno assieme a Lucifer. Dopo aver lavorato al Lux come sua principale sottoposta, intraprende poi la professione di cacciatrice di taglie.
- Beatrix Espinoza (stagioni 1-6), interpretata da Scarlett Estevez, doppiata da Chiara Fabiano.
È la giovanissima figlia di Chloe e Daniel, che prende subito in simpatia Lucifer e specialmente Mazikeen.
- Linda Martin (stagioni 1-6), interpretata da Rachael Harris, doppiata da Giò Giò Rapattoni.
La psicoterapeuta di Lucifer, che nel corso delle stagioni aiuterà con i suoi consigli anche gli altri personaggi. Alla fine della quarta stagione avrà, da Amenadiel, un figlio di nome Charlie Martin.
- Malcolm Graham (stagione 1), interpretato da Kevin Rankin, doppiato da David Chevalier.
È un losco e corrotto poliziotto in coma dall'inizio della serie, ma che torna in vita grazie ad Amenadiel: quest'ultimo lo ricatta ordinandogli una serie di omicidi per far uscire allo scoperto Lucifer.
- Dea (stagione 2, guest star stagione 5) e Charlotte Richards (stagioni 2-3, guest star stagione 6), interpretate da Tricia Helfer, doppiate da Claudia Catani.
La Dea infernale, moglie di Dio e madre di tutti gli angeli del Paradiso, fa la sua comparsa nella seconda stagione. Ella utilizza come mezzo di trasporto il corpo di Charlotte Richards (ormai morta) per trovare suo figlio Lucifer e riconciliarsi con lui, ma alla fine della stagione lascia la Terra e va a governare un universo parallelo: stranamente ciò riporta in vita Charlotte Richards, la quale, nel corso della terza stagione, decide di cambiare vita per non ritornare all'Inferno.
- Ella Lopez (stagioni 2-6), interpretata da Aimee Garcia, doppiata da Ilaria Latini.
È un giovane medico forense, nuovo acquisto della polizia di Los Angeles. Ha una personalità molto espansiva e una grande fede, che la porta a frequenti dibattiti sul tema con Lucifer.
- Marcus Pierce / Caino (stagione 3), interpretato da Tom Welling, doppiato da Marco Vivio.
Tenente di polizia, fa la sua comparsa nella terza stagione come nuovo capo del dipartimento in cui lavorano Chloe e Lucifer. Dopo che questi scopre la sua vera identità, i due stringono un patto per sciogliere la maledizione che lo condanna alla vita eterna in modo da vendicarsi entrambi di Dio.
- Eva (stagioni 4-6), interpretata da Inbar Lavi, doppiata da Ughetta d'Onorascenzo.
La prima donna, tornata sulla Terra per ritrovare il suo ex amante Lucifero.
- Michael (stagione 5, guest star stagione 6), interpretato da Tom Ellis, doppiato da Riccardo Scarafoni.
Il fratello gemello di Lucifero, di cui è invidioso e della cui vita cercherà di impossessarsi per questo motivo.

## Produzione
Il 16 settembre 2014 DC Comics e Fox iniziano a sviluppare la serie televisiva. Il 19 febbraio 2015 viene ordinato l'episodio pilota della serie.
Nell'aprile 2016 la serie viene rinnovata per una seconda stagione, composta da 13 episodi. 
 Il 31 ottobre 2016 Fox decide di produrre una stagione intera e di allungare il numero delle puntate, portandole da 13 a 22. Tuttavia, nel marzo 2017 la stessa emittente statunitense decide di ridurre il numero degli episodi, portando di conseguenza la stagione da 22 a 18 episodi totali.
Il 13 febbraio 2017 Fox rinnova la serie per una terza stagione di 22 episodi, trasmessa dal 2 ottobre 2017. 
 Nel marzo 2017 gli episodi spostati dalla seconda alla terza stagione avevano allungato la stagione a 26 episodi. Tuttavia, il 22 gennaio 2018, lo scrittore Chris Rafferty su Twitter aveva indicato che la terza stagione sarebbe stata composta da 24 episodi. 
 L'11 maggio 2018 la Fox annuncia la cancellazione della serie dopo il finale della 3ª stagione. 
 Prima che la serie venisse cancellata, la co-showrunner Ildy Modrovich aveva rivelato che due episodi originariamente prodotti per la terza stagione sarebbero stati spostati in un'eventuale quarta stagione. A seguito della cancellazione, in accordo con il network Fox, si è invece optato per la messa in onda di entrambi gli episodi, dati come episodi bonus, il 28 maggio 2018, portando la stagione definitivamente a 26 episodi.
Dopo la campagna #SaveLucifer, il 15 giugno 2018, Netflix acquista e rinnova la serie per una quarta stagione composta da 10 episodi, disponibile in streaming sulla piattaforma dall'8 maggio 2019.
Il 6 giugno 2019 Netflix rinnova la serie per una quinta stagione, pubblicata il 21 agosto 2020. 
 Attraverso il suo profilo Twitter Ildy Modrovich, uno dei due showrunner della serie, comunica che gli episodi sarebbero stati 10, in seguito estesi a 16.
Il 23 giugno 2020 Netflix rinnova la serie per una sesta e ultima stagione. Il 25 luglio 2021 Netflix annuncia la data di pubblicazione sulla propria piattaforma streaming, ovvero il 10 settembre 2021.

### Riprese
A parte l'episodio pilota, girato a Los Angeles, la prima e seconda stagione sono state girate a Vancouver, mentre la terza stagione è stata ricollocata in California, principalmente per motivi fiscali.

## Casting
Il 27 febbraio 2015 viene annunciato che l'attore Tom Ellis ottiene il ruolo di protagonista, mentre la regia del pilot viene affidata a Len Wiseman e la sceneggiatura a Tom Kapinos. Nel luglio 2015 viene comunicato che Kevin Alejandro è stato ingaggiato per interpretare il ruolo del detective Dan. L'attore sostituisce Nicholas Gonzalez che aveva interpretato il ruolo nell'episodio pilota. Per il ruolo di Maze era stata inizialmente scelta l'attrice Lina Esco.

## Promozione
Il primo trailer della serie televisiva viene diffuso l'11 maggio 2015 sul canale YouTube della Fox.

## Distribuzione
La serie è stata trasmessa negli Stati Uniti d'America sul canale Fox a partire dal 25 gennaio 2016. La seconda stagione è stata trasmessa dal 19 settembre 2016. La terza stagione ha debuttato il 2 ottobre 2017 sempre sullo stesso canale e dal 1º aprile 2019 è approdata in streaming su Netflix Italia.
In Italia, la serie è andata in onda a partire dal 27 ottobre 2016 su Premium Action e da dicembre 2017 Netflix ha offerto la prima e la seconda stagione in streaming. In chiaro è stata trasmessa su Italia 1 dall'11 febbraio 2018.

## Accoglienza
La prima stagione di Lucifer ha ricevuto recensioni per lo più negative da parte della critica. Il sito aggregatore di recensioni Rotten Tomatoes riporta che il 49% delle 43 recensioni professionali ha dato un giudizio positivo, con un voto medio di 5,36 su 10; il consenso critico del sito recita: "Lucifer ha un fascino sessuale, ma il formato procedurale poliziesco dello show mina una premessa potenzialmente divertente.". Su Metacritic detiene un punteggio del 49 su 100, basato sul parere di 24 critici.
Le successive stagioni hanno ricevuto recensioni più positive. Su Rotten Tomatoes la seconda stagione detiene 7 recensioni tutte positive, con un voto medio di 7,83 su 10 e il consenso: "Tom Ellis continua a brillare come la stella del mattino, anche se forse potrebbe volare più in alto se non fosse bloccato in un formato così familiare".

## Riconoscimenti
- 2016 - Teen Choice Awards 2016
  - Candidatura per la miglior nuova serie televisiva
  - Candidatura per la miglior star emergente a Tom Ellis
- 2016 - Canadian Society of Cinematographers Awards
  - Candidatura per la miglior serie televisiva drammatica
- 2017 - Saturn Award[31]
  - Candidatura per la miglior serie televisiva fantasy
- 2017 - People's Choice Awards 2017
  - Candidatura per la miglior serie televisiva crime drama preferita
- 2018 - Young Entertainer Awards
  - Candidatura per il miglior attore under 10 in una serie televisiva a Christian Convery
- 2021 - American Society of Cinematographers[32]
  - Candidatura per la miglior fotografia in una serie televisiva a Ken Glassing (per l'episodio La fine del pollo)
- 2021 - E! People's Choice Awards[33]
  - Serie TV sci-fi/fantasy preferita
- 2021 - Critics Choice Super Awards[34]
  - Candidatura per la miglior serie televisiva di supereroi
  - Candidatura per il miglior attore in una serie televisiva di supereroi a Tom Ellis
  - Candidatura per il miglior antagonista in una serie televisiva a Tom Ellis
- 2022 - Critics Choice Super Awards[35]
  - Candidatura per la miglior serie di supereroi
  - Candidatura per il miglior attore in una serie di supereroi a Tom Ellis

## Casi legali e mediatici
La sigla d'apertura della serie, dalla durata di 6 secondi, è Being Evil Has a Price del gruppo Heavy Young Heathens; il gruppo ha fatto causa al compositore Marco Beltrami, il quale chiese aiuto alla band per comporre la colonna sonora della serie con l'accordo di avere in cambio i diritti di co-autori.
Beltrami, nonostante gli accordi, si è appropriato successivamente dei diritti della canzone.
L'associazione americana One Million Mom, un'organizzazione cristiana no-profit, ha deciso di indire una petizione contro la serie. Secondo l'associazione la serie "è spiritualmente pericolosa; glorifica Satana come se fosse una persona in carne e ossa apprezzabile e che si preoccupa degli altri".